# カール・ライナー
カール・ライナー（Carl Reiner, 1922年3月20日 – 2020年6月29日）は、アメリカ合衆国の映画監督、俳優、プロデューサー、脚本家、声優である。
息子は同じく映画監督として活動するロブ・ライナー。甥はタレントマネージャー・テレビプロデューサーのジョージ・シャピロ。

## 来歴

### 生い立ち
多彩な才能を発揮するカール・ライナーは、1922年、ドイツ系ユダヤ人移民の両親の子どもとしてニューヨークブロンクスに生まれる。高校卒業後はジョージタウン大学に進学し、第二次世界大戦時にはアメリカ陸軍に従事した。

### 活躍
復員後、ブロードウェイミュージカルでキャリアをスタート。アメリカにおけるテレビジョン黎明期の1948年からテレビ番組にも出演し始め、それ以降はシド・シーザーなどの番組に出演して知名度を上げていく。同じくして1954年あたりからは、シーザーのホスト番組で脚本も担当している。
1959年、デヴィッド・ニーヴン主演の『Happy Anniversary』に出演して映画デビューを果たした。

### 監督
1961年には人気テレビ番組の『ディック・ヴァン・ダイク・ショー』にクリエーターとして参加し、監督としての手腕も発揮している。
映画監督としてのデビューは1967年である。以降は映画・テレビドラマなどの監督としての活動を本格化していった。作風としてはコメディを得意とし、人気コメディアンのスティーヴ・マーティンとは何度もタッグを組んだ。

### 晩年
21世紀に入ってからは再び役者として精力的に活動する。ジョージ・クルーニーやブラッド・ピット、マット・デイモンやバーニー・マックらが出演したエンターテインメント大作『オーシャンズ11』シリーズでは、往年の天才詐欺師であるソール・ブルームをユーモラスに演じてその健在ぶりを見せたほか、ジャンルを問わず様々なテレビ番組にも出演した。
2020年6月29日、カリフォルニア州ビバリーヒルズの自宅で老衰のため死去した。

## 監督作品

### 映画
- パパはどこ? Where's Poppa? (1970、日本劇場未公開)
- オー!ゴッド Oh! God (1977)
- ワン・アンド・オンリー The One And Only (1978、日本劇場未公開)
- 天国から落ちた男 The Jerk (1979)
- スティーヴ・マーティンの四つ数えろ Dead Men Don't Wear Plaid (1982)
- 2つの頭脳を持つ男 The Man With Two Brains (1983)
- オール・オブ・ミー/突然半身が女に! All of Me (1984)
- クレイジー・ファミリー/太陽がめいっぱい Summer Rental (1985、日本劇場未公開)
- サマースクール Summer School (1987、日本劇場未公開)
- ハリウッド夢、夢物語 Bert Rigby, You're a Fool (1989、日本劇場未公開)
- マージョリーの告白 Sibling Rivalry (1990)
- 危険な微笑/氷の情事がこわれるとき? Fatal Instinct (1993、日本劇場未公開)
- もう一度アイ・ラブ・ユー That Old Feeling (1997)

## 出演作品

### 映画
- Happy Anniversary (1959)
- 奥様の裸は高くつく The Gazebo (1959)
- ヤング・ハワイ Gidget Goes Hawaiian (1961)
- スリルのすべて The Thrill of It All (1963)
- 恋するパリジェンヌ The Art of Love (1965)
- アメリカ上陸作戦 The Russians Are Coming the Russians Are Coming (1966)
- ゼネレーション Generation (1969)
- オー!ゴッド Oh! God (1977)
- 天国から落ちた男 The Jerk (1979)
- マージョリーの告白 Sibling Rivalry (1990)
- The Spirit of '76 (1990)
- オーシャンズ11 Ocean's Eleven (2001)
- マジェスティック The Majestic (2001) - 声の出演
- 惑星「犬」。 Good Boy! (2003) - 声の出演
- オーシャンズ12 Ocean's Twelve (2004)
- ブルー・エレファント The Blue Elephant - 声の出演
- オーシャンズ13 Ocean's Thirteen (2007)
- Dumbbells (2014)
- Duck Duck Goose (2018) - 声の出演

### テレビドラマ
- 四次元への招待 Night Gallery (1971)
- フェアリー・テイル・シアター Faerie Tale Theatre (1984)
- ミッキーマウス60周年記念 Mickey's 60th Birthday (1988)
- アリー my Love Ally McBeal (2002) - ゲスト出演
- プライドの父 Father of the Pride (2004-2005)
- ボストン・リーガル Boston Legal (2005) - ゲスト出演
- Dr.HOUSE House, M.D. (2008) - ゲスト出演
- チャーリー・シーンのハーパー★ボーイズ Two and a Half Men (2009-2014)
- Hot in Cleveland (2010-2014)
- ヤング・アンド・ハングリー Young & Hungry (2017) - ゲスト出演

### テレビアニメ
- Linus! The Lion Hearted (1964-1965)
- Duckman: Private Dick/Family Man (1996)
- キング・オブ・ザ・ヒル King of the Hill (1997-2000)
- ヘラクレス Hercules (1998)
- アメリカン・ダッド American Dad! (2011-2015)
- Bob's Burgers (2014) - ゲスト出演
- ジェイクとネバーランドのかいぞくたち Jake and the Never Land Pirates (2014-2015)
- ジャスティス・リーグ・アクション Justice League Action (2016) - ゲスト出演
- ファミリー・ガイ Family Guy (2016-2017) - ゲスト出演